# Hans Hinterhäuser
Hans Hinterhäuser (Alzenau, 12 de febrero de 1919-Viena, 6 de octubre de 2005) fue un hispanista, romanista y galdosista alemán, profesor en las universidades de Hamburgo, Kiel, Bonn y Viena.
Hijo del juez inspector Josef Hinterhäuser y de Maria Spanheimer, Hans hizo sus primeros estudios en Alzenau y Aschaffenburg, donde se graduó en 1937.
Entre 1937 y 1941 aparece en distintas fuentes reclutado en el ejército; combatió en la II Guerra Mundial y fue liberado en 1945. Estudió alemán y romance en Múnich y Würzburg. Se doctoró en la Universidad de Heidelberg en 1949 con la tesis Utopianism and Reality at Diderot, estudio que complementaría con el Supplément au Voyage de Bougainville, publicado en 1957. De 1949 a 1953 fue profesor de alemán en Venecia, y entre 1957-1958 en Madrid, tras ocupar plaza de profesor de Estudios romances en la Universidad de Bonn (1954 a 1960). Ahí publicó su obra crítica sobre Los Episodios nacionales de Benito Pérez Galdós, con algunos errores de contenido y apreciación en la edición de De Gruyter en 1961, y la subsiguiente traducción al español en 1963. De 1962 a 1968 fue catedrático de Filología Románica en Kiel, luego en Bonn y finalmente hasta su retiro en Viena, ciudad en la que falleció a los 85 años de edad.

## Selección de obras
- Italien zwischen Schwarz und Rot (Italia entre negro y rojo), Stuttgart, Kohlhammer, 1956;
- Die Episodios-Nacionales von Benito Pérez Galdós (Kommissions verlag Cram, De Gruyte & Co.; Hambrugo, 1961);
- Los "Episodios nacionales", de Benito Pérez Galdós; (Versión de José Escobar, en Editorial Gredos; Madrid, 1963);
- Der Weg des Lyrikers Cesare Pavese (El camino del poeta Cesare Pavese), Krefeld, Scherpe, 1969;
- Fin del siglo (versión de María Teresa Martínez, en Taurus; Madrid, 1980;
- Aufstieg und Krise der Vernunft. Komparatistische Studien zur Literatur der Aufklärung. Festschrift für Hans Hinterhäuser, estudio de Michael Rössner y Birgit Wagner, Viena, Ed. Böhlau, 1985;
- España y Europa. Textos sobre su relación desde la Ilustración hasta el presente, (como editor), Munich, Deutscher Taschenbuchverlag, 1979;
- Italienische Lyrik im 20. Jahrhundert. Essays (Poesía italiana en el siglo XX. Ensayos), Munich, Piper, 1990.